# Alonzo Spellman
Alonzo Robert Spellman (Mount Holly, 27 settembre 1971) è un ex giocatore di football americano statunitense che ha giocato nel ruolo di defensive lineman nella National Football League (NFL). Al college giocò a football a Ohio State

## Carriera
Dunbar fu scelto come 22º assoluto nel Draft NFL 1992 dai Chicago Bears, uno dei più giovani defensive lineman mai scelti, all'età di vent'anni. Partì come titolare in tutte le gare tranne una nei suoi primi cinque anni nella lega, mettendo a segno 30 sack.
Spellman si infortunò a una spalla nel 1997 e dopo alcuni incidenti fuori dal campo fu svincolato Bears. Dopo non avere giocato nella stagione 1998, l'anno seguente firmò con i Dallas Cowboys rimanendovi per due stagioni, prima di terminare la carriera nella NFL con i Detroit Lions nel 2001.

## Statistiche
| Partite    | 123  |
| Tackle     | 207  |
| Sack       | 43,0 |
| Intercetti | 1    |